# جین ایر (فیلم ۱۹۹۷)
جین ایر (انگلیسی: Jane Eyre) فیلمی در ژانر درام و رمانتیک به کارگردانی رابرت یانگ است که در سال ۱۹۹۷ منتشر شد. از بازیگران آن می‌توان به سامانتا مورتون، کیران هایندز، جما جونز و روپرت پنری-جونز اشاره کرد. این فیلم اقتباسی از رمان جین ایر اثر شارلوت برونته است.